# Veronika Welser

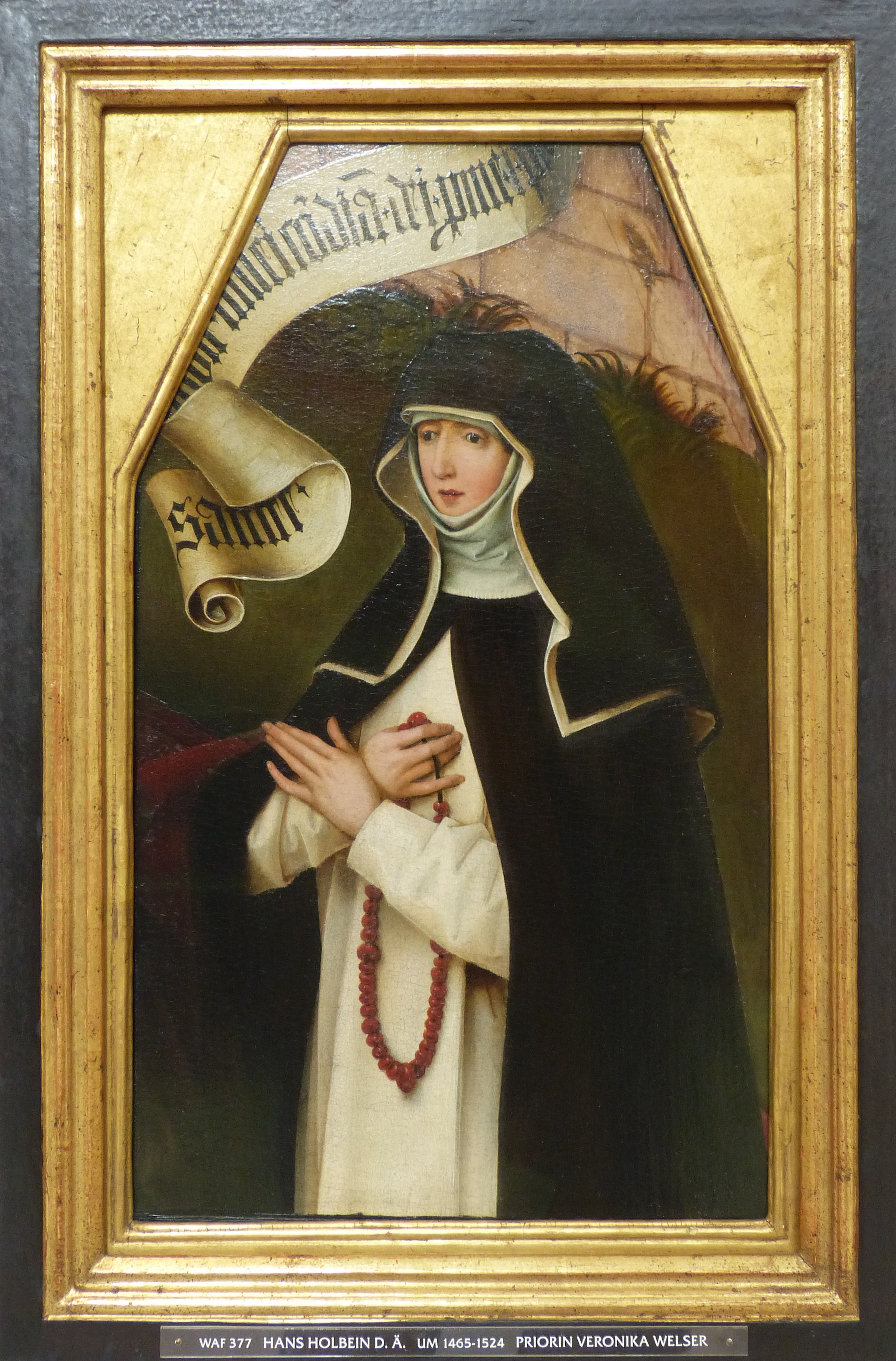
Bildnis der Priorin Veronika Welser von Hans Holben dem Älteren, um 1504

Veronika Welser († 18. Juni 1531 in Augsburg) war Stiftsdame und von 1504 bis 1530 Priorin des Dominikanerinnenklosters St. Katharina in Augsburg.

## Leben
Sie stammte aus dem angesehenen Augsburger Patriziergeschlecht der Welser. In den Klosterakten wird sie als Tochter des Bartholomäus Welser (IV.) geführt. Neuere Forschungen nennen sie als Tochter des Hans Welser aus dessen zweiter Ehe mit Ursula geb. Mörler. Sie trat in jungen Jahren in des Frauenkloster St. Katharina ein und verschrieb ihm u. a. das Gut Waltershofen. Strittig ist, ob sie auf den Namen Ursula getauft wurde und erst beim Eintritt in das Kloster den Ordensnamen Veronika annahm. Bis 1503 war sie als Klosterschreiberin tätig. Anfang 1504 wurde sie zur Priorin gewählt und war somit Nachfolgerin von Anna Walther. Sie bekleidete das Amt bis 1530. Unter ihrem Priorat fiel der Bau eines neuen Klosters für den sie 200 Gulden bereitstellte. Für den ehemaligen Kapitelsaal ließ sie bei dem Maler Hans Holbein dem Älteren die beiden letzten Darstellungen des sogenannten Basilikazyklus in Auftrag geben. Der Reformation abgeneigt korrespondierte sie mit Papst Clemens VII. in dem sie ihn um Rat und Unterstützung bat. 1530 erwirkte sie bei Kaiser Karl V. die Bestätigung der alten Rechte des Klosters und bewahrte es somit vor gewaltsamen Übergriffen. Sie hielt zeitlebens an den gewohnten Regeln des klösterlichen Zusammenlebens fest und hinterließ bei ihrem Tode einen altgläubigen Konvent.

## Bildnis
Das Ölgemälde auf Holz gemalt von Hans Holbein dem Älteren um 1504 zeigt die Dargestellte nach links gewendet in der Ordenstracht der Dominikanerinnen. Die gekreuzten Hände halten einen Rosenkranz. Es ist ein Fragment des zum Basilikazyklus gehörenden Gemäldes Basilika San Paolo fuori le mura und befindet sich noch heute vor Ort in der Staatsgalerie Altdeutsche Meister der ehemaligen Klosterkirche St. Katharina.